# Петров Володимир Палладійович
Володимир Палладійович Петров (15 червня 1919, місто Ярославль, тепер Ярославської області, Російська Федерація — ?) — український радянський діяч, 1-й секретар Горлівського міськкому КПУ Донецької області, голова Донецької обласної ради професійних спілок. Кандидат у члени ЦК КПУ в 1960—1966 роках.

## Біографія
Працював лаборантом у місті Ленінграді.
З листопада 1939 року — в Червоній армії. Учасник радянсько-фінської та німецько-радянської війн. Служив командиром відділення зв'язку 3-го дивізіону 84-ї окремої зенітної артилерійської бригади Протиповітряної оборони. З квітня 1943 по квітень 1944 року — в 189-му зенітно-артилерійському полку Протиповітряної оборони.
Член ВКП(б) з 1942 року.
Перебував на партійній роботі.
До 1959 року — 1-й секретар Калінінського районного комітету КПУ міста Горлівки Сталінської області.
У 1959—1963 роках — 1-й секретар Горлівського міського комітету КПУ Сталінської (Донецької) області.
У 1964—1976 роках — голова Донецької обласної ради професійних спілок.

## Звання
- старший сержант
- майор

## Нагороди
- орден Вітчизняної війни ІІ ступеня (6.04.1985)
- ордени
- медаль «За оборону Ленінграда»
- медаль «За бойові заслуги» (23.08.1944)
- медалі
- Почесна грамота Президії Верховної Ради Української РСР (13.06.1969)